# Gaston Planté
Gaston Planté (Orthez, 22 april 1834 – Meudon, 21 mei 1889) was een Frans natuurkundige en uitvinder van de loodaccu in 1859. De loodaccu was de eerste oplaadbare elektrische batterij die op grote schaal commercieel gebruikt werd.

## Levensloop
In 1855 ontdekte hij de eerste fossielen van de prehistorische loopvogel Gastornis parisiensis (naar hem vernoemd) vlak bij Parijs. Planté was op dat moment, aan het begin van zijn academische carrière, slechts de onderwijsassistent van A.E. Becquerel (vader van nobelprijswinnaar Henri Becquerel) aan het Conservatoire national des arts et métiers in Parijs.
Via experimenten vond hij in 1859 de loodzwavelzuuraccu uit. Zijn eerste model bestond uit een opgerolde rol van twee platen zuiver lood gescheiden door een linnen kleed; het geheel was ondergedompeld in een pot met verdund zwavelzuur. Door deze herhaald op te laden en te ontladen verkreeg hij een bepaalde capaciteit, doordat op de kathode lood(IV)oxide ontstond.
Het jaar daarop (1860) presenteerde hij zijn loodaccu - met negen in serie geschakelde cellen - aan de Académie des Sciences en werd hij natuurkundig professor aan de Association Polytechnique pour le Développement de l'Instruction Populair. Een amfitheater van dat instituut is naar hem vernoemd.
In 1881 zou de Fransman Camille Alphonse Faure een efficiënter en betrouwbaarder accu ontwikkelen die op grote schaal gebruikt zou worden in elektrische auto's.
Planté overleed op 54-jarige leeftijd. In 1889 werd door de Bulgaarse wetenschapsacademie de Gaston Planté Medaille ingesteld, die wordt toegekend aan wetenschappers die belangrijke bijdragen hebben geleverd aan de ontwikkeling van loodaccu-technologie.

## Rheostatische machine
Planté onderzocht met behulp van batterijen ook het verschil tussen statische elektriciteit en dynamische elektriciteit. Ten behoeve van dit onderzoek vond hij een mechanisch apparaat uit die hij de Rheostatische Machine noemde. 
Deze rheostatische machine bestaat uit een aantal mica condensatorbanken en een roterende commutator, met contacten die de condensatorbanken afwisselend parallel schakelde en ze daarna in serie zet. Als de condensatoren parallel staan worden ze opgeladen uit een externe spanningsbron, bijvoorbeeld een batterij of loodaccu. Door ze daarna in serie te ontladen wordt de batterijspanning vermenigvuldigd met het aantal condensatorbanken en wordt een zeer hoge spanning geproduceerd.
Door de commutator zeer snel rond te draaien konden vonken van enkele centimeters groot opgewekt worden. Deze machine was de mechanische voorganger van de moderne Marx-generator. Met zijn machine ontdekt Planté de elektrische doorslag van lucht, het ontstaan van Lichtenbergfiguren en het gedrag van dunne draden bij hoge pulserende elektrische stromen.
- Bibliothèque nationale de France: cb122757758 (data)
- Gemeinsame Normdatei: 117683531
- International Standard Name Identifier: 0000 0001 2279 4946
- Library of Congress Control Number: n2001066149
- Base Léonore: LH//2177/32
- Nationale Bibliotheek van Tsjechië: xx0205414
- Système universitaire de documentation: 031567711
- Virtual International Authority File: 46821067
- WorldCat: E39PBJrm4yGMp4hq3v4KJh8DMP